# A partir de hoy
«A partir de hoy» es una canción interpretada por el cantante español David Bisbal en colaboración con el Colombiano Sebastián Yatra. La canción fue lanzada como un nuevo sencillo de David Bisbal el día 16 de marzo de 2018 de su séptimo álbum de estudio En tus planes (2020), a través del sello Universal Music Latino. Fue producida y grabada por Andrés Torres y Mauricio Rengifo (Dandee) en Los Ángeles.
La canción fue número 1 en iTunes en 12 países. Debutó en la lista de sencillos españolas en la semana del 28 de marzo de 2018 en el número nueve de la lista de ventas y streaming, y en el número 1 en la lista de descargas.

## Videoclip
Fue grabado en diciembre de 2017 en un lujoso hotel de Miami, Estados Unidos. Cuenta con la participación de David Bisbal, Sebastián Yatra y la modelo Hailey McLaine Outland Fue compartido a través de YouTube el 16 de marzo de 2018, el jueves 14 de junio de 2018 consiguió superar las 100 millones de visitas, convirtiéndose así en el primer vídeo oficial de David Bisbal en llegar a esa cifra.

## Posicionamiento en listas
| Listas (2018)                    | Mejor posición |
| -------------------------------- | -------------- |
| España (Promusicae)              | 7              |
| Estados Unidos (Hot Latin Songs) | 24             |
| Panamá (Monitor Latino)          | 3              |
| México (Monitor Latino)          | 15             |
| Argentina (Monitor Latino)       | 1              |
| Colombia (Monitor Latino)        | 1              |
| Guatemala (Monitor Latino)       | 1              |
| Perú (Monitor Latino)            | 1              |
| Ecuador (Monitor Latino)         | 2              |
| El Salvador (Monitor Latino)     | 1              |
| Uruguay (Monitor Latino)         | 1              |
| Chile (IFPI)                     | 15             |

## Certificaciones
| País           | Organismo certificador | Certificación       | Ventas  | Ref.   |
| -------------- | ---------------------- | ------------------- | ------- | ------ |
| Centroamérica  | IFPI - Centroamérica   | Oro                 | 10 000  | [ 10 ] |
| España         | PROMUSICAE             | 2 x Platino         | 80 000  | [ 11 ] |
| Estados Unidos | RIAA                   | 2 x Platino (Latin) | 120 000 | [ 12 ] |
| México         | AMPROFON               | Oro                 | 30 000  | [ 13 ] |
| Chile          | IFPI                   | Platino             | 10 000  | [ 14 ] |